# راديو سويسرا وفرينشين
راديو سويسرا وفرينشين "راديو وتلفزيون سويسرا"( SRF ؛ "Swiss Radio and Television") هي شركة إذاعية سويسرية تم إنشاؤها في 1 يناير 2011 من خلال اندماج شركة الراديو راديو شفايتزر دي أر أس (أس أر دي أر أس) وشركة التلفزيون شفايتزر فرنسين (أس أف). أصبحت وحدة الأعمال الجديدة لشركة البث السويسرية أكبر دار إعلام إلكتروني في سويسرا الناطقة بالألمانية . يعمل لدى راديو سويسرا وفرينشين حوالي 2150 موظفًا في الاستوديوهات الأربعة الرئيسية في بازل وبرن وزيورخ . 

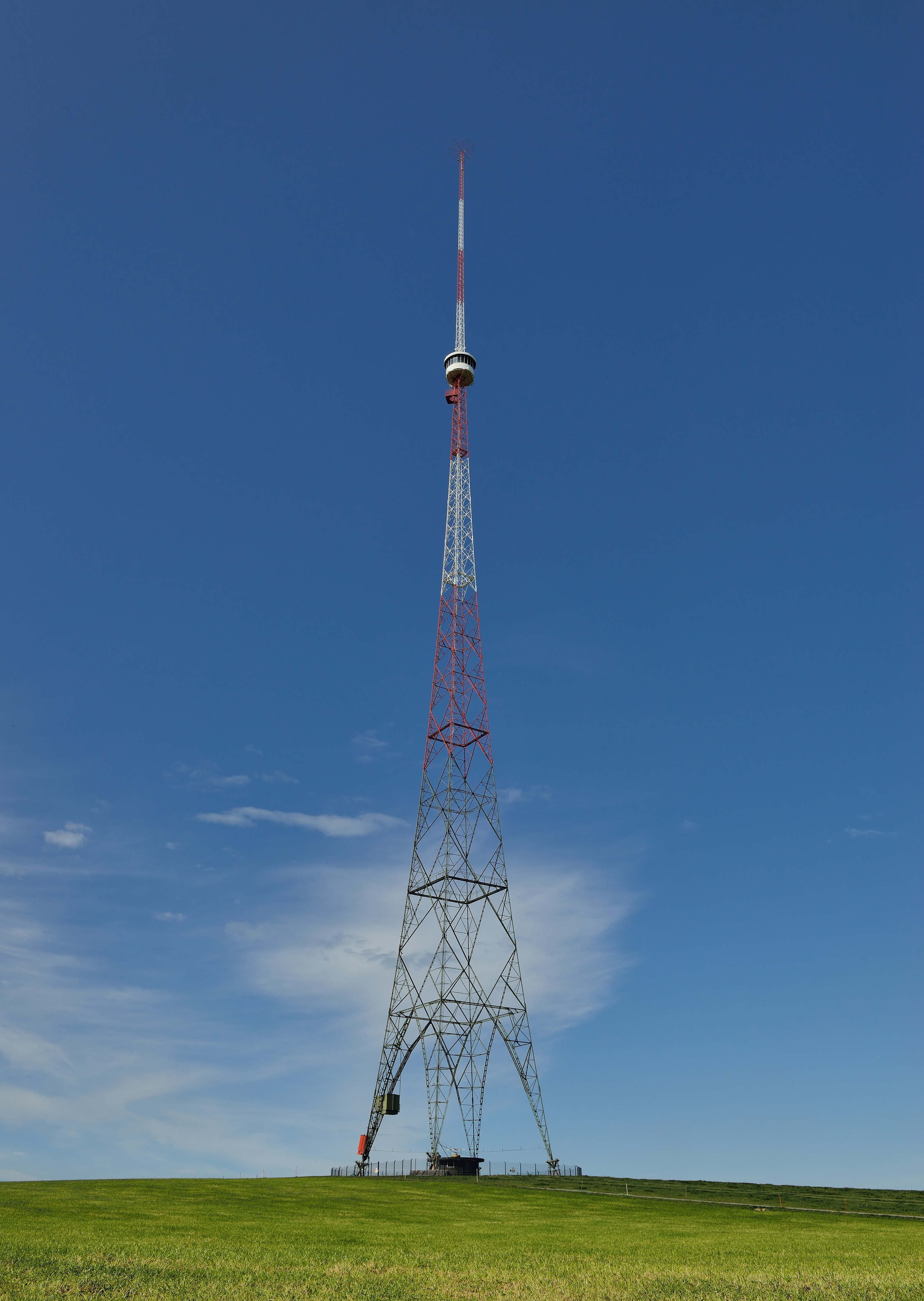
برج بيرومونستر عام 2015

## أنظر أيضاً
- التلفاز في سويسرا